# Matt Irwin
Matthew Michael „Matt“ Irwin (* 29. November 1987 in Victoria, British Columbia) ist ein ehemaliger kanadischer Eishockeyspieler, der im Verlauf seiner aktiven Karriere zwischen 2005 und 2024 unter anderem 508 Spiele für die San Jose Sharks, Boston Bruins, Nashville Predators, Anaheim Ducks, Buffalo Sabres und Washington Capitals in der National Hockey League (NHL) auf der Position des Verteidigers bestritten hat. Darüber hinaus absolvierte Irwin über 300 weitere Partien in der American Hockey League (AHL).

## Karriere

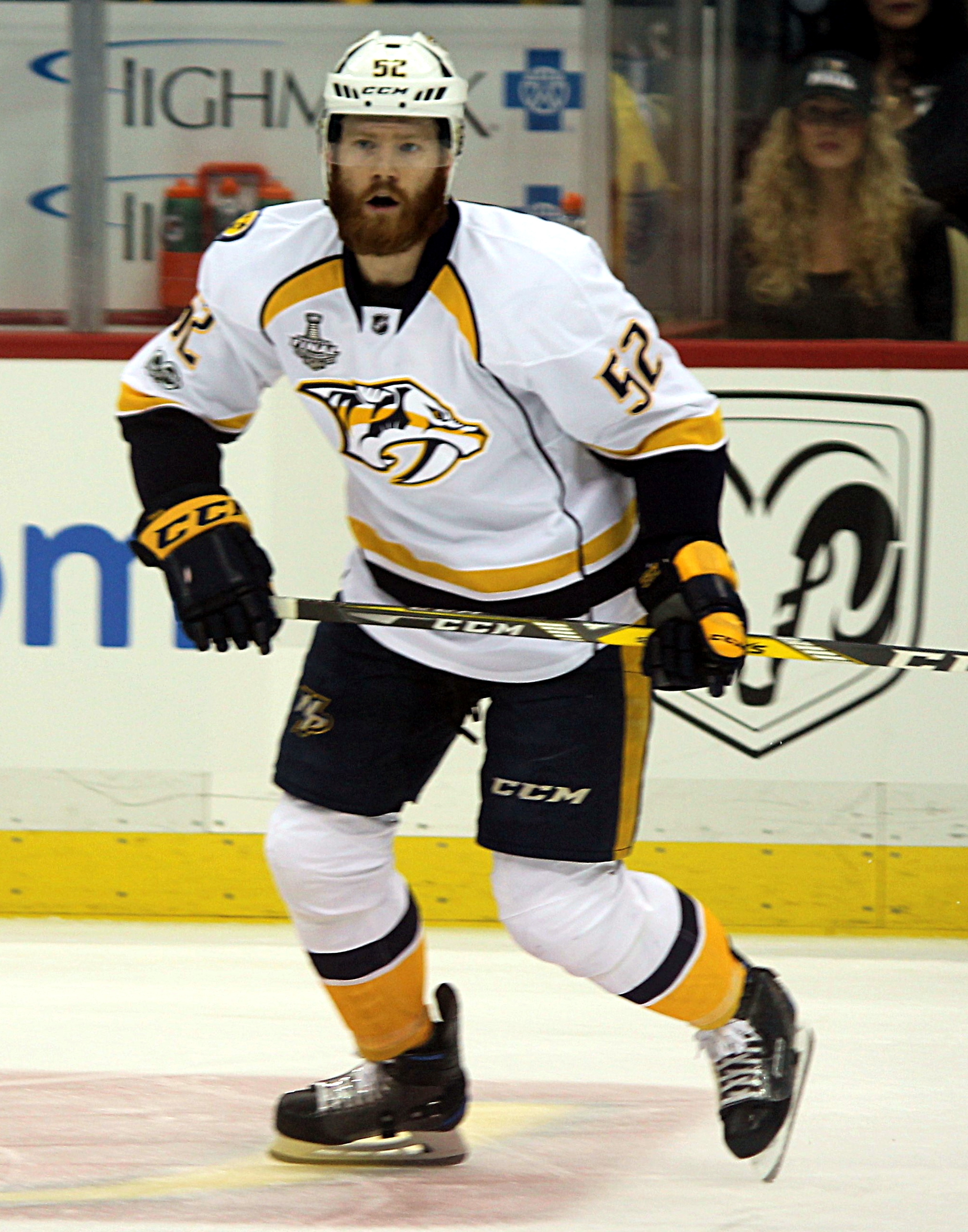
Irwin im Trikot der Nashville Predators (2017)

Irwin begann seine Karriere in der Saison 2004/05 bei den Nanaimo Clippers in der British Columbia Hockey League (BCHL), der Juniorenliga seiner Heimatprovinz. Nach vier Spielzeiten wechselte der Verteidiger in das Universitätsteam der University of Massachusetts Amherst und spielte dort zwischen 2008 und 2010 in der Hockey East, die in den Spielbetrieb der National Collegiate Athletic Association (NCAA) eingegliedert ist.
Im März 2010 wurde er von den San Jose Sharks aus der National Hockey League (NHL) verpflichtet, wo er in den folgenden drei Jahren zunächst beim Farmteam Worcester Sharks in der American Hockey League (AHL) auf dem Eis stand. Im Jahr 2012 spielte er erstmals für die Sharks in der NHL und etablierte sich mit Beginn der Saison 2013/14 dort fest im Kader. Im März 2013 wurde sein Vertrag um zwei Jahre bis zum Ende der Saison 2014/15 verlängert.
Dieser Kontrakt wurde anschließend nicht verlängert, sodass er sich im Juli 2015 als Free Agent den Boston Bruins anschloss und dort einen Einjahresvertrag unterzeichnete. Hauptsächlich war er in dieser Spielzeit aber für deren AHL-Kooperationspartner Providence Bruins aktiv. Im Juli 2016 wurde der Verteidiger erneut zum Free Agent und unterzeichnete in der Folge einen Vertrag über zwei Jahre Laufzeit bei den Nashville Predators. In Nashville etablierte sich Irwin – im Gegensatz zum Vorjahr bei den Bruins – wieder als NHL-Stammkraft und erreichte mit den Predators die Finalserie der Stanley-Cup-Playoffs 2017, wo das Team allerdings den Pittsburgh Penguins unterlag.
Nach etwa dreieinhalb Jahren in Nashville wurde der Kanadier zur Trade Deadline im Februar 2020 samt einem Sechstrunden-Wahlrecht im NHL Entry Draft 2022 an die Anaheim Ducks abgegeben, während im Gegenzug der Deutsche Korbinian Holzer nach Nashville wechselte. Dort beendete er die Spielzeit und wechselte anschließend im Oktober 2020 – abermals als Free Agent – im Rahmen eines Einjahresvertrages zu den Buffalo Sabres. In gleicher Weise schloss er sich im Juli 2021 den Washington Capitals an, ebenso wie im Juli 2023 den Vancouver Canucks. Nachdem er dort das Spieljahr bei den Abbotsford Canucks in der AHL verbracht hatte und in der Folge bis November 2024 keinen neuen Arbeitgeber gefunden hatte, gab der fast 37-Jährige seinen Rückzug aus dem aktiven Sport bekannt.

## Erfolge und Auszeichnungen
- 2007 BCHL Coastal Conference Best Defenseman
- 2008 BCHL Coastal Conference Best Defenseman
- 2010 Hockey East All-Academic Team
- 2012 Teilnahme am AHL All-Star Classic

## Karrierestatistik
(Legende zur Spielerstatistik: Sp oder GP = absolvierte Spiele; T oder G = erzielte Tore; V oder A = erzielte Assists; Pkt oder Pts = erzielte Scorerpunkte; SM oder PIM = erhaltene Strafminuten; +/− = Plus/Minus-Bilanz; PP = erzielte Überzahltore; SH = erzielte Unterzahltore; GW = erzielte Siegtore; 1 Play-downs/Relegation; Kursiv: Statistik nicht vollständig)